# 對葉蘚
對葉蘚（学名：Distichium capillaceum）为牛毛蘚科對葉蘚屬下的一个种。